# Septemvri (obchtina)
Septemvri (bulgare : Септември) est une obchtina de l'oblast de Pazardjik en Bulgarie.